# 503

503(오백삼)은 502보다 크고 504보다 작은 자연수다.

## 수학
- 96번째 소수(素數)다. 앞의 소수는 499, 다음 소수는 509다.
  - 18번째 안전 소수(↔ 251)다. 앞의 안전 소수는 479, 다음은 563이다.
- {\displaystyle 503=163+167+173}
  - 연속하는 세 소수(素數)의 합으로 나타낼 수 있으며, 이 성질을 지닌 앞의 수는 487, 다음 수는 519다.
- {\displaystyle 503=2^{3}+3^{3}+5^{3}+7^{3}}
  - 연속하는 네 소수(素數)의 세제곱합으로 나타낼 수 있는 가장 작은 수다. 이 성질을 지닌 다음 수는 1826이다.

## 과학
- NGC 503(영어판): 물고기자리 방향에 있는 타원은하.

## 교통
- 일본 503번 국도(일본어판): 구마모토현 다카모리정에서 미야자키현 휴가시까지 이어지는 일본의 국도.
- 현도 제503호선

## 군사
- U-503(영어판, 독일어판): 제2차 세계 대전에 사용된 나치 독일의 군용 잠수함.

## 문화유산
- 대한민국의 보물 제503호: 해남 명량대첩비
- 대한민국의 사적 제503호: 보은 법주사

## 방송
- KT HCN의 SBS 스포츠 채널 번호.

## 기타
- 날짜: 5월 3일
- 연도: 503년, 기원전 503년
- 박근혜의 서울구치소 수인번호.